# Rincón Tlazalo
Rincón Tlazalo är en ort i Mexiko.   Den ligger i kommunen Huatusco och delstaten Veracruz, i den sydöstra delen av landet, 240 km öster om huvudstaden Mexico City. Rincón Tlazalo ligger 924 meter över havet och antalet invånare är 270.
Terrängen runt Rincón Tlazalo är huvudsakligen kuperad, men söderut är den bergig. Terrängen runt Rincón Tlazalo sluttar österut. Runt Rincón Tlazalo är det ganska tätbefolkat, med 139 invånare per kvadratkilometer. Närmaste större samhälle är Huatusco de Chicuellar, 12,0 km väster om Rincón Tlazalo. I omgivningarna runt Rincón Tlazalo växer i huvudsak städsegrön lövskog.